# 4461 Sayama
4461 Sayama (1990 EL) là một tiểu hành tinh vành đai chính được phát hiện ngày 5 tháng 3 năm 1990 bởi Atsushi Sugie ở Dynic.